# پیامدهای کشته‌شدن قاسم سلیمانی

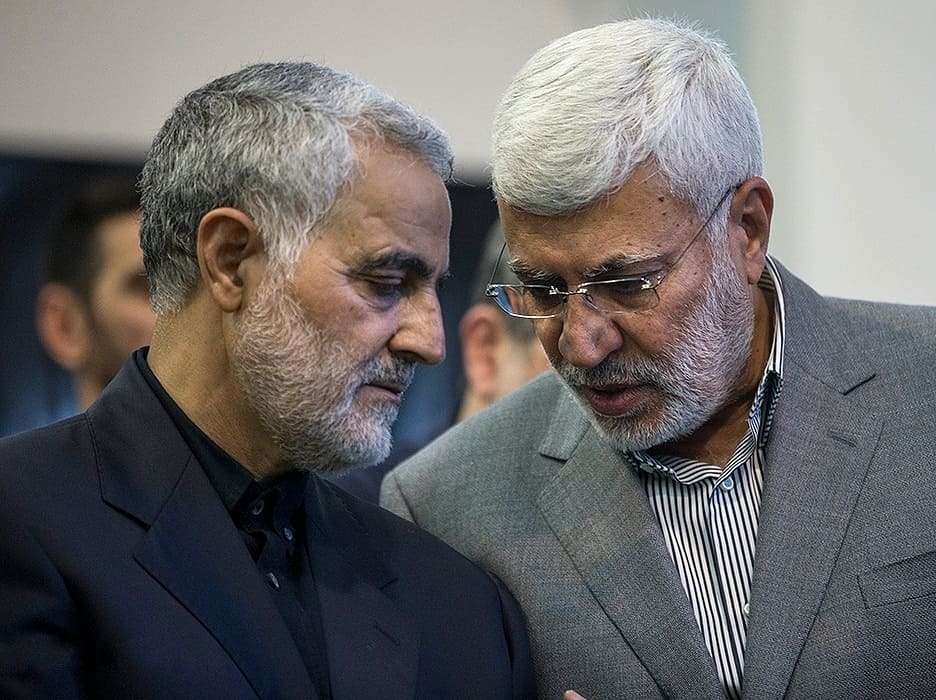
قاسم سلیمانی (چپ) به‌همراه ابومهدی مهندس (راست)، آبان ۱۳۹۶

قاسم سلیمانی فرمانده نیروی قدس سپاه پاسداران انقلاب اسلامی بود در بامداد جمعه ۱۳ دی ۱۳۹۸ در عملیات آذرخش کبود کشته شد. حدود ساعت ۱ بامداد جمعه ۳ ژانویه ۲۰۲۰ برابر با ۱۳ دی ۱۳۹۸ حمله هوایی آمریکا به دو خودرو در نزدیک فرودگاه بین‌المللی بغداد منجر به کشته شدن قاسم سلیمانی شد. در این حمله ابومهدی المهندس از فرماندهان گروه شبه‌نظامی عراقی حشد شعبی به‌همراه ۹ تن دیگر نیز کشته شدند. وزارت دفاع ایالات متحده آمریکا اعلام کرد که دستور این حملهٔ هوایی را دونالد ترامپ، رئیس‌جمهوری و فرماندهٔ کل قوای این کشور صادر کرده است.
ساعاتی پس از انتشار خبر مرگ سلیمانی، گروهی از شهروندان عراقی در خیابان‌های بغداد و اپوزیسیون سوریه در ادلب به شادمانی و پخش شیرینی پرداختند. همچنین کشته شدن سلیمانی، واکنش‌های زیادی از سوی سازمان‌ها، دولت‌ها و اشخاص در پی داشت. اکثر مقام‌های ایرانی در واکنش‌های خود اقدام ایالات متحده آمریکا را محکوم و تهدید به انتقام کردند. پس از قتل قاسم سلیمانی، گروهی از مردم ایران، هندوستان، پاکستان، گروه‌های اسلامی مالزی، فلسطین، ترکیه، حوثی‌های یمن، شیعیان کشمیر، طرفداران حزب‌الله در لبنان، طرفداران اسد در سوریه و مردم عراق تظاهراتی در محکومیت این اقدام آمریکا و همدردی با سلیمانی برگزار کردند. اجساد قاسم سلیمانی، ابومهدی المهندس و سایر کشته‌شدگان عملیات آذرخش کبود در بغداد، کاظمین، کربلا و نجف تشییع شد و هزاران نفر از مردم عراق در این مراسم حضور یافتند. سپس، این اجساد به ترتیب در شهرهای اهواز، مشهد، تهران، قم و کرمان با حضور گسترده مردم تشییع شد، به طوری که در مراسم تشییع در تهران، جمعیت چند میلیونی مردم گرد آمدند و برخی رسانه‌ها آن را شلوغ‌ترین مراسم تشییع پس از تشییع روح‌الله خمینی دانستند. در ۱۴ دی گروه گردان‌های حزب‌الله عراق از نیروهای امنیتی، پلیس و نظامیان عراقی خواست، ظرف ۲۴ ساعت از پایگاه‌ها، مراکز و سازه‌های متعلق به آمریکا حداقل یک کیلومتر فاصله بگیرند. عصر همان روز، ترامپ در رشته توییتی تهدید کرد که اگر ایران به شهروندان یا منافع آمریکا حمله کند، آمریکا ۵۲ نقطه در داخل ایران را هدف حمله قرار خواهد داد. دوشنبه ۱۶ دی وزارت دفاع آمریکا برای اعزام شش بمب‌افکن بی-۵۲ به جزیره دیِگو گارسیا در اقیانوس هند برنامه‌ریزی کرد. این جزیره منطقه تحت قلمروی بریتانیا است و حدود دو هزار کیلومتری جنوب دریای عمان و دور از تیررس موشکهای ایران است. گفته شده است اگر دستور داده شود، این بمب‌افکن‌ها علیه ایران عملیات انجام خواهند داد.
بی‌بی‌سی انگلیسی نوشت: «کشته شدن قاسم سلیمانی خبر خوبی برای داعش است». وبگاه بیزنس اینسایدر در مقاله‌ای به نقش سلیمانی در شکل دهی جبهه علیه داعش پرداخت. وبگاه‌های خبری همچون سی‌ان‌ان، تی‌بی‌اس، سی‌ان‌بی‌سی، جاستیس سکیوریتی و پولیتیکو هر یک در مقالاتی ضمن برشمردن اشتباه ترامپ به اهمیت نقش سلیمانی در نبرد علیه داعش پرداختند. در ساعات پس از مرگ سلیمانی ایرانیان چهار برابر نرخ معمول به توئیت کردن پرداختند. با وجود آنکه ایرانیان به‌طور تاریخی مخالف رژیم توئیت می‌کرده‌اند، به گفته واشینگتن‌پست «اکثراً واکنش منفی نسبت به قتل سلیمانی نشان دادند. در بین توییت‌های فارسی هشتگ اول روز متعلق به واژه فارسی «انتقام/انتقام سخت» بود که با اختلاف فاحشی از دیگر هشتگها بالاتر قرار گرفت. بیشترین تصویر به اشتراک گذاشته شده نیز پرچم ایران بود. حتی کاربرانی که مطالب مخالف رژیم پست می‌کردند نیز نسبت به مرگ سلیمانی واکنش منفی نشان دادند. قتل سلیمانی خیلی‌ها را در محکوم کردن عمل آمریکا با یکدیگر متحد نمود.» در مقابل به گفتهٔ صدای آمریکا کاربران ایرانی در توئیتر با حدود ۱۳۰ هزار توییت با هشتگ IraniansDetestSoleimani به معنای «ایرانی‌ها از سلیمانی متنفرند» طوفان توئیتری به راه انداختند. در همان زمان در میان بیست و پنج هشتگ برتر ترند شدهٔ توییتر فارسی فقط دو هشتگ به‌طور آشکار موافق ترور بودند: ششمین هشتگ TnxPOTUS4Soleimani بود که از رئیس‌جمهور آمریکا بابت کشتن سلیمانی تشکر می‌کرد

## واکنش‌ها

### مقامات جمهوری اسلامی ایران
- سید علی خامنه‌ای، رهبر جمهوری اسلامی ایران، در پیام خود به مناسبت کشته شدن قاسم سلیمانی گفت «راه او متوقف و بسته نخواهد شد» و افزود: «انتقام سختی در انتظار جنایتکارانی است که دست پلید خود را به خون او و دیگر شهدای حادثهٔ دیشب آلودند»."[۴۱][۴۲]
- حسن روحانی، هفتمین رئیس‌جمهور ایران در واکنش به کشته شدن قاسم سلیمانی در پیامی نوشت: «بی‌تردید انتقام این جنایت هولناک را ملت بزرگ ایران و دیگر ملت‌های آزاده منطقه، از آمریکای جنایتکار خواهند گرفت». روحانی نوشته است که کشتن قاسم سلیمانی نشانه «سرخوردگی و عجز و ناتوانی آمریکا در منطقه» است و این اقدام را «زیر پا گذاشتن تمام اصول و قواعد انسانی و حقوق بین‌الملل» خواند.[۴۳]
- محمدباقر قالیباف، عضو مجمع تشخیص مصلحت نظام در حساب توییتر خود در واکنش به کشته شدن قاسم سلیمانی نوشت: «حالا تو به برکت شهادت، زنده‌تر از همیشه‌ای و من تنهاتر.» قالیباف که با هشتگ «انتقام سخت» توییت کرده نوشته است: «امروز که به آرزوی خود رسیده‌ای برایم دعا کن تا سالها چشم انتظاری‌ام برای دیدن رفقای شهیدمان به پایان برسد.»[۴۴]
- سید ابراهیم رئیسی، رئیس قوه قضائیه ایران در پیام تسلیتی در پی کشته شدن قاسم سلیمانی نوشت: «از هر قطره خون پاک آنان، صدها قاسم سلیمانی در منطقه وجهان خواهد رویید». به گفتهٔ رئیسی این اتفاق «خواب را از چشم دولت تروریست آمریکا و تروریسم بین‌الملل درسراسر جهان خواهد گرفت». او تأکید کرده «بی‌تردید سربازان جبهه مقاومت، انتقام خون حاج قاسم را خواهند گرفت و این انتقام به اشد وجه خواهد بود».[۴۵]
- محسن رضایی، فرمانده سابق سپاه پاسداران، با اشاره به تهدید ترامپ به حمله به ایران تهدید به حمله به اسرائیل کرد. او در مراسم تشییع قاسم سلیمانی گفت: «اگر آمریکا بعد از پاسخ نظامی ایران دست به اقدام بزند تل‌آویو و حیفا را با خاک یکسان خواهیم کرد.»[۴۶]
- امیر حاتمی، وزیر دفاع ایران در پیامی گفت: «انتقام این خون به ناحق ریخته شده از تمامی عاملین و مرتکبین گرفته خواهد شد».[۴۷]
- سید محمد خاتمی، رئیس‌جمهور سابق ایران در پیام تسلیتی، کشته شدن قاسم سلیمانی فرمانده سپاه قدس را «خسارتی است بسیار برای اسلام و ایران» دانست. به گفتهٔ خاتمی، سلیمانی «به دست جنایت‌کاران متجاوز به منطقه و عراق» کشته شد و به «مقصد مطلوب خود که شهادت بود» رسید.[۴۸]
- محمدرضا عارف، رئیس فراکسیون امید مجلس در بیانیه‌ای نوشت: سردمداران آمریکا و استکبار بدانند که خون شهیدان، راهِ حقِ ملت مؤمن ما را راسخ‌تر و مقاوم‌تر می‌سازد. وی کشته‌شدن سلیمانی را 'شهادت' و 'عروج ملکوتی این سردار سرافراز اسلام' نامید.[۴۹]
- پروانه سلحشوری، نماینده اصلاح طلب مجلس ایران در حساب توییتر خود نوشت که «حاج قاسم سلیمانی چهره‌ای منحصربفرد در عرصه مبارزه با تروریسم در منطقه بود». به نوشتهٔ سلحشوری، سلیمانی «عمر خویش را صرف دفاع از خاک وطن در سال‌های جنگ‌تحمیلی و پس از آن نمود». این نمایندهٔ مجلس معتقد است که فرمانده سپاه قدس «در نهایت، خود قربانی تروریسم شد.»[۴۸]
- فائزه هاشمی رفسنجانی، سیاستمدار اصلاح‌طلب، نماینده تهران در دورهٔ پنجم مجلس شورای اسلامی و دختر اکبر هاشمی رفسنجانی گفت: «پدرم با طرح سلیمانی برای مداخله در سوریه مخالف بود و این موضع را از ابتدا به فرماندهٔ سپاه قدس، سلیمانی اطلاع داده بود. قاسم سلیمانی قبل از رفتن به سوریه با پدرم مشورت کرد و پدرم به او گفت که نرود»[۵۰][۵۱]
- جبهه اصلاح‌طلبان از مردم برای 'تشییع پیکر سردار سلیمانی' دعوت کرد.[۵۲]
- مجلس شورای اسلامی، پنتاگون را به عنوان سازمان تروریستی اعلام کرد.[۵۳] این قانون در سه ماده در مجلس شورای اسلامی تصویب شده و به تأیید شورای نگهبان رسیده است.[۵۴] این طرح، اولین طرح سه‌فوریتی بعد از انقلاب است.[۵۵][۵۶] همچنین نمایندگان مقرر کردند ۲۰۰ میلیون یورو برای تقویت بنیه دفاعی نیروی قدس تخصیص داده شود.[۵۷]
- در ۱۵ دی، اعضای شورای شهر تهران با قید دو فوریت، به تغییر نام بزرگراه رسالت به «قاسم سلیمانی» رای مثبت دادند.[۵۸]

### افراد سرشناس ایرانی
رضا پهلوی، فعّال سیاسی، ولیعهد سابق ایران و از مشهورترین مخالفان جمهوری اسلامی، از حملهٔ هوایی و کشتن سلیمانی به شدّت حمایت کرد و گفت: 《این پیشرفتی مثبت برای منطقه است. 》
مسیح علی‌نژاد، روزنامه‌نگار و فعّال حقوق زنان پس از اعلام خبر کشته‌شدن قاسم سلیمانی در عراق با فرستادن ایموجی رقص و شادی در توییتر خود، خوشحالی خود را از این واقعه نشان داد.
وی در گفتگو با ایران اینترنشنال اظهار کرد: 《هنرپیشه‌ها و سلبریتی‌ها را دعوت می‌کنند در نقش عزادارانی که بیایند از قاسم سلیمانی قهرمان بسازند. بسیاری از روزنامه‌نگاران و تحلیل‌گرانِ اصلاح‌طلب در سی‌ان‌ان و رسانه‌های خارجی دارند از قاسم سلیمانی قهرمان می‌سازند بدون اینکه یک خط دربارهٔ کشته‌شدگانِ آبان‌ماه حرف بزنند که همین الان خانواده‌های‌شان در زندان هستند.
وی همچنین در مصاحبه با شبکهٔ خبری فاکس‌نیوز گفت: 《روایتِ این ماجرا بیرونِ ایران تغییر کرده است؛ بعضی از رسانه‌های غربی سعی می‌کنند قاسم سلیمانی را قهرمان جلوه دهند، امّا او قهرمان نبود. او یک جنایتکار بود. او مسوول کشتار بچه‌های سوری، مردم عراق و مردم خودش[ایران] بود. 》.

### مقامات آمریکایی
دونالد ترامپ درآخرین واکنش به قتل قاسم سلیمانی در آخرین‌اقدام پیشگیرانه قبل از جنگ هشدار داد: ایران دربارهٔ هدف قرار دادن دارایی‌های ایران به عنوان تلافی کشتن مقام تروریستی آنها، بسیار بد صحبت می‌کند… ایران از سال‌ها پیش فقط مشکل درست می‌کند. این یک هشدار است که اگر ایران به هر آمریکایی یا اموال آمریکایی حمله کند، ما ۵۲ سایت ایرانی (به نشانه ۵۲ گروگان سابق) برخی در سطوح بسیار بالا و مهم برای ایران و فرهنگ ایرانی را در هدف داریم. این سایت‌ها و خود ایران بسیار سریع و بسیار شدید هدف قرار خواهند گرفت. آمریکا تهدید بیشتری نمی‌خواهد!

سیاستمداران آمریکایی در امتداد خط حزب واکنش نشان دادند؛ جمهوری‌خواهان عموماً از این مأموریت پشتیبانی می‌کردند. دموکرات‌ها سلیمانی را «مقصر کشته شدن صدها نفر از نظامیان آمریکایی در طول جنگ عراق» می‌دانستند اما خِرَد، زمان و انگیزهٔ حمله را زیر سؤال بردند. نمایندگان دموکرات کنگره آمریکا نسبت به تشدید احتمالی تنش‌ها پس از هدف قرار گرفتن سلیمانی توسط ایالات متحده ابراز نگرانی کردند.
- دونالد ترامپ رئیس‌جمهوری ایالات متحده آمریکا در روز ۱۳ دی ۱۳۹۸ در توئیت خود چنین نوشت:[۶۶][۶۷]

«قاسم سلیمانی هزاران آمریکایی را در یک بازه طولانی کشت یا به شدت زخمی کرد و در حال توطئه‌چینی برای کشتن شمار بیشتری بود؛ ولی گیر افتاد! او (سلیمانی) مستقیماً یا غیرمستقیم مسئول مرگ میلیون‌ها نفر از مردم از جمله شمار زیادی از معترضانی است که اخیراً در ایران کشته شدند. در حالی که ایران هرگز به این مسئله اذعان نخواهد کرد، ولی سلیمانی هم در کشورش منفور بود و هم ترس ایجاد کرده بود. مردم ایران آن‌قدر غمگین نیستند که رهبران‌شان می‌خواهند به جهان خارج بقبولانند. او بایستی سال‌ها پیش از میان برداشته می‌شد!»
ترامپ سپس توییت کرد ایران در هیچ جنگی پیروز نشده اما در هیچ مذاکره‌ای بازنده نبوده است.
- جو بایدن، نامزد دموکرات انتخابات ریاست جمهوری آمریکا در آن زمان و رئیس‌جمهور منتخب فعلی: بگذارید صریح صحبت کنم. ژنرال سلیمانی معمار پشت سر کشتار انسان‌های بی‌شماری در منطقه بود. دستان او به خون سربازان آمریکایی آغشته بود و هیچ فرد آمریکایی از مرگ او متأسف نیست. او باید به محکمهٔ عدالت کشیده می‌شد. او مستحق آن بود که به خاطر جنایاتش با عدالت روبه‌رو شود. با اینحال هیچ‌کدام از اینها این مسئله را عوض نمی‌کند که این یک حرکت بسیار تنش‌زا در یک منطقه خطرناک است. این کار ترامپ همچون انداختن دینامیت در جعبه احتراق است… این کار دولت قطعاً نتیجه معکوس خواهد داشت.[۶۹][۷۰]
- میچ مکانل، رهبر اکثریت سنا این حمله را جشن گرفت و از سلیمانی به عنوان «تروریست اصلی ایران» یاد کرد.[۷۱]
- مایک پمپئو، وزیر خارجه ایالات متحده، با انتشار ویدئویی از شادی عراقی‌هایی که با شنیدن خبر کشته شدن قاسم سلیمانی، در خیابان‌های عراق رقص و پایکوبی می‌کنند، در توئیتر نوشت: عراقی‌ها، عراقی‌ها، در خیابان برای آزادی می‌رقصند. آنها بسیار خرسندند که سرلشکر سلیمانی دیگر وجود ندارد.[۷۲] او گفت تصمیم پرزیدنت ترامپ در از بین بردن قاسم سلیمانی، جان بسیاری از آمریکایی‌ها را نجات داد و این اقدام، در پاسخ به تهدید حتمی علیه آمریکایی‌ها بود. وی مشغول طراحی نقشه‌ای در منطقه بود که می‌توانست جان صدها آمریکایی را به خطر اندازد و این تصمیم آمریکا بر اساس اطلاعات بود.[۷۳]
- ریچارد هاست، رئیس اندیشکده شورای روابط خارجی در توییتی گفته است اشتباه نکنید، هر جنگی با ایران شبیه جنگ سال۱۹۹۰ خلیج (فارس) یا جنگ سال ۲۰۰۳ عراق نخواهد بود. جنگ در سراسر منطقه رخ خواهد داد. او گفته است منطقه (و احتمالاً جهان) آوردگاه چنین جنگی خواهد بود.[۴۸]
- لیندسی گراهام، سناتور جمهوریخواه و فرد نزدیک به ترامپ: «اگر حرکات خصومت آمیز ایران ادامه یابد و من کارمند یک پالایشگاه نفت در ایران باشم، به فکر پیدا کردن یک شغل جدید خواهم بود»[۷۴]
- پنتاگون در بیانیه‌ای «حمله به خودروهای حامل قاسم سلیمانی و همراهانش را اقدامی دفاعی و قاطعانه خوانده و اعلام کرده که این کار به دستور رئیس‌جمهوری آمریکا، دونالد ترامپ و برای حفاظت از «نیروهای آمریکایی» انجام شده است.» و در ادامه آمده است: «این حمله اقدامی پیشگیرانه برای مقابله با حمله به نیروهای آمریکا و متحدانش بوده و ایالات متحده آمادگی هرگونه واکنش از سوی ایران را دارد.»[۷۵]
- سفارت آمریکا در بغداد در بیانیه‌ای از شهروندان خود خواست فوراً عراق را ترک کنند.[۷۶]
- نیکی هیلی، سفیر سابق ایالات متحده در سازمان ملل: «قاسم سلیمانی تروریستی بود که دستانش به خون آمریکایی‌ها آغشته بود. مرگ او باید مورد تحسین همه کسانی باشد که به دنبال صلح و عدالت هستند.»[۷۷]
- شامگاه ۳ ژانویه ۲۰۱۹ دونالد ترامپ، رئیس‌جمهور آمریکا: «بزرگ‌ترین و مهم‌ترین وظیفه من به عنوان رئیس‌جمهوری دفاع از کشورمان و شهروندان آن است. نیروهای نظامی ایالات متحده دیشب به دستور من با اجرای یک عملیات تهاجمی بی‌نقص و دقیق قاسم سلیمانی، بزرگ‌ترین تروریست جهان، را هدف قرار دادند.» وی ادامه داد: «سلیمانی در حال برنامه‌ریزی برای اجرای حملات حتمی و تبهکارانه علیه شهروندان و نیروهای نظامی ایالات متحده بود؛ اما ما او را سربزنگاه به دام انداختیم و از بین بردیم. سیاست آمریکا تحت رهبری من در قبال تروریست‌هایی که به آمریکایی‌ها آسیب رسانده یا در صدد آسیب رساندن به آنها هستند، بسیار روشن بوده است.».[۷۸][۷۹]
- ۴ ژانویه ۲۰۱۹ مایک پمپئو وزیر خارجه ایالات متحده آمریکا: «دستان سلیمانی به خون آمریکایی‌ها آلوده بود. او کشتار بیش از ۶۰۰ نیروی آمریکایی که در عراق خدمت می‌کردند را فرماندهی کرد. نیروهایی که فقط مشغول کمک به مردم عراق بودند تا بتوانند در کشورشان به صلح و رفاه برسند.» وی ادامه داد: «ایالات متحده برای پایان دادن به سلطه تروریسم قاسم سلیمانی، گامی قاطع برداشت. ما اطلاعات جامعی داشتیم مبنی بر این که سلیمانی در تدارک یک حمله قریب‌الوقوع برای کشتن تعداد زیادی آمریکایی بود و ممکن بود تعداد کشته‌ها به صدها تن برسد. آنچه ما کردیم، جان بسیاری را نجات داد. جان همان‌هایی که سلیمانی مصمم به کشتنشان بود.»[۸۰]
- تام کاتن، سناتور جمهوریخواه و رئیس کمیته فرعی قدرت هوایی و زمینی در کمیته نیروهای نظامی سنا: «قاسم سلیمانی ده‌ها سال مغز متفکر حکومت ترور و وحشت ایران بود و از آن جمله می‌توان به مرگ صدها آمریکایی [توسط او] اشاره کرد. امشب او به کیفری که مستحقش بود رسید و همه سربازان آمریکایی که به دست او کشته شدند نیز به آنچه شایسته آن بودند – یعنی عدالت – رسیدند.»[۸۱]
- سناتور تد کروز: «پایان کار قاسم سلیمانی، عدالتی فرخنده است که پس از مدت‌ها سرانجام اجرا شد؛ عدالتی برای هزاران آمریکایی که توسط نیروهایش که تحت کنترل ایران بودند در سراسر خاورمیانه کشته یا زخمی شدند و نیز برای صدها هزار سوری و عراقی سُنی که توسط شبه‌نظامیان او پاکسازی قومی شده بودند.»[۸۲]
- سناتور جیم ریچ، رئیس کمیته روابط خارجی مجلس سنا نوشت: «با شادباش به پرزیدنت ترامپ به خاطر این اقدام قاطع و این نتیجه موفقیت‌آمیز. قاسم سلیمانی مسئول مرگ صدها آمریکایی بود و کشته شدن او فرصتی برای عراق است تا بتواند، آزادانه و بدون کنترل ایران، برای آینده خود تصمیم بگیرد. همان‌گونه که من پیش از این به دولت ایران هشدار داده‌ام، آنها نباید خویشتن‌داری منطقی ما در پاسخ دادن به حملات قبلی‌شان را به منزله ناتوانی ما تلقی کنند. ایالات متحده همواره با قدرت از منافع و هم‌پیمانانمان در برابر اقدامات و تحریکات تروریستی دفاع می‌کند.»[۸۳]
- مارکو روبیو، سناتور ارشد جمهوریخواه آمریکا: «در پی حملات متعدد سپاه پاسداران، آمریکا و پرزیدنت ترامپ خویشتن‌داری کردند، خط قرمزهای مشخصی را تعیین کردند، و نسبت به پیامدهای عبور از آنها هشدار دادند. نیروی_قدس ایران مسیر تشدید تنش را برگزید. مقصر رسیدن این لحظه خطرناک، فقط آنها هستند.»[۸۴]
- مایک پنس، معاون رئیس‌جمهوری آمریکا: «پرزیدنت ترامپ دیروز یک تصمیم قاطع گرفت و با از بین بردن یک شیطان صفت که مسئول مرگ هزاران آمریکایی بود، در برابر دولت حامی تروریست ایستاد.»[۸۵]
- مایک پمپئو: «در صورتی که جمهوری اسلامی بخواهد برای حمله به اهداف آمریکا برنامه‌ریزی کند، با واکنش این کشور روبه‌رو خواهد شد.» وی افزود: «در این مورد تردیدی ندارد که رهبری جمهوری اسلامی «پیام» دونالد ترامپ، رئیس‌جمهوری آمریکا را دریافته است.»[۸۶]
- جان بولتون، مشاور امنیت ملی سابق آمریکا که پیشتر در یک مصاحبه رادیویی در ۲۱ فروردین ۱۳۹۸ گفته بود «قاسم سلیمانی خطرناک‌ترین انسان جهان است، او و سپاه پاسداران را دست‌کم نگیرید.»،[۸۷] حمله هوایی را "ضربه‌ای طولانی‌مدت و قاطع علیه فعالیت‌های بدخیم نیروی قدس ایران در سراسر جهان دانست و گفت امیدوارم این اولین قدم برای تغییر رژیم در تهران باشد.[۸۸] این درحالی‌ست که رئیس‌جمهور ترامپ پس از حمله اعلام کرد: ما شب گذشته برای جلوگیری از جنگ وارد عمل شدیم. برای شروع جنگ اقدامی انجام ندادیم[۸۹] و همچنین گفت که به دنبال تغییر رژیم در ایران نبوده امّا آماده است تا در صورت لزوم پاسخ دهد.[۹۰]
- لئون پانه‌تا وزیر دفاع پیشین و رئیس سازمان سیا، هشدار داد که ایالات متحده از هر زمان در ۴۰ سال گذشته به جنگ با ایران نزدیکتر است.[۹۱]
- ۵ ژانویه ۲۰۲۰ وزارت خارجه آمریکا: «یک ماه پیش قاسم سلیمانی سرکوب بیرحمانه اعتراضات سراسری توسط رژیم ایران را سازمان‌دهی کرد. به دستور او طی یک رشته کشتار [و سرکوب] مورد حمایت دولت که با هدف متوقف کردن اعتراضات مسالمت‌آمیز و سراسری انجام شد، ۱۵۰۰ ایرانی کشته و ۹۰۰۰ ایرانی نیز دستگیر شدند.»[۹۲] و در ادامه: «دورویی خامنه ای به حدی است که برای تروریستی مثل قاسم سلیمانی سه روز عزای عمومی تعیین می‌کند و همزمان، والدین سوگوار معترضان کشته شده ایرانی را بازداشت، یا آنها را از سوگواری منع می‌کند.»[۹۳]
- هشدار مایک پمپئو: «در صورتی که ایران بخواهد در انتقام کشته شدن قاسم سلیمانی به آمریکایی‌ها یا منافع آن‌ها حمله کند امکان دارد که ارتش آمریکا تعداد بیش‌تری از رهبران این کشور را هدف قرار دهد.»[۹۴] وی تأکید کرد: «ضربه زدن به هدف‌های احتمالی در ایران مطابق با قوانین بین‌المللی صورت خواهد گرفت.»[۹۵]
- تد کروز و لیندسی گراهام سناتورهای جمهوریخواه دوشنبه ۱۶ دی در پیامی اعلام کردند بنا داردند طرحی را به سنا ارائه کند که از اعضای نظامی و اطلاعاتی آمریکا که در کشته شدن قاسم سلیمانی حضور داشتند، تقدیر شود.[۹۶]
- ۷ ژانویه ۲۰۲۰ مارک اسپر، وزیر دفاع ایالات متحده آمریکا: «قاسم سلیمانی، فرمانده نیروی قدس سپاه پاسداران، در حال برنامه‌ریزی برای حملاتی بود که قرار بود ظرف چند روز انجام شود.» وی ادامه داد: «احتمال می‌دهیم که ایران به نوعی کشتن فرمانده نیروی قدس سپاه پاسداران را تلافی کند.» … «این تلافی می‌تواند از طریق گروه‌های نیابتی مورد حمایت ایران یا خود ایران صورت گیرد.» … «ما برای هر احتمالی آماده‌ایم؛ و بعد متناسب با آن پاسخ می‌دهیم». … «ما به دنبال آغاز جنگ با ایران نیستیم ولی آماده‌ایم هر جنگی را پایان بدهیم».[۹۷]
- ۷ ژانویه ۲۰۲۰ مایک پومپئو، وزیر امور خارجه آمریکا: «قاسم سلیمانی وقتی که هدف حمله پهپادی ارتش آمریکا قرار گرفت برای یک مأموریت صلح‌آمیز در بغداد به سر نمی‌برد.» وی ادامه داد: «ظریف تبلیغاتچی رژیم است و این دروغ‌ها را می‌گوید». … «هیچ‌کسی نمی‌تواند باور کند یا پیشینه‌ای وجود داشته باشد که نشان دهد این دیپلمات و آقای محترم آمده بود بغداد که یک مأموریت صلح انجام دهد. ما می‌دانیم این دروغ است. این پروپاگاندای ایران است. ما قبلاً هم از این دروغ‌ها شنیده بودیم».[۹۸][۹۹][۱۰۰]
- ۷ ژانویه ۲۰۲۰ رابرت اوبراین، مشاور امنیت ملی آمریکا: «ایرانی‌ها هر روز تهدید می‌کنند که این اقدام را تلافی می‌کنند و ما این تهدیدها را از نزدیک دنبال می‌کنیم». وی ادامه داد: «امنیت ایالات متحده آمریکا اکنون بیشتر است چرا که طی چهار ماه گذشته توانستیم دو تهدید بزرگ شامل ابوبکر البغدادی و قاسم سلیمانی را از میان برداریم و رهبران جهان بابت این اقدامات به ما تبریک گفتند».[۱۰۱][۱۰۲]
- ۷ ژانویه ۲۰۲۰ مایک پومپئو، وزیر امور خارجه آمریکا: «بگذارید بگویم چه کسی به فرهنگ ایرانی آسیب رسانده است؟ ایالات متحده آمریکا نبود، آیت‌الله‌ها بودند. اگر می‌خواهید بدانید که چه کسی مردم را از آزادی‌های مذهبی محروم کرده است، جلوی فرهنگ باستانی و عمیق مردم ایران را گرفته و نگذاشته است که ادامه پیدا کند، نمی‌گذارند که مردم ایران به مقبره کوروش بروند؛ ایالات متحده نبوده است، آیت‌الله‌ها بودند».[۱۰۳][۱۰۴]
- آدام شیف رئیس کمیته اطلاعات مجلس نمایندگان آمریکا و نماینده دموکرات ایالت کالیفرنیا، معتقد است رئیس‌جمهور آمریکا و مقام‌های ارشد دولت وی، دروغ‌بافی می‌کنند تا این حمله تروریستی را توجیه کنند.[۱۰۵][۱۰۶] شیف همچنین قاسم سلیمانی را مسئول «خشونت‌های غیرقابل تصور» در منطقه خوانده و اضافه کرد که جهان بدون او در وضعیت بهتری قرار دارد.[۱۰۷]
- ۱۳ ژانویه ۲۰۲۰ مایک پمپئو، وزیر امور خارجهٔ آمریکا: «کشتن قاسم سلیمانی، در چارچوب راهبرد عمومی بازدارندهٔ دولت آمریکا انجام گرفته است.»[۱۰۸]
- ۲۸ فوریه ۲۰۲۰ مایک پمپئو، وزیر خارجه آمریکا در نشست کمیته امور خارجی مجلس نمایندگان آمریکا گفت: «اقداماتی مانند حذف قاسم سلیمانی، جدیت دولت آمریکا در حفاظت از منافع خود نشان داد.» … «ما با حذف قاسم سلیمانی خطر را برای سربازان و دیپلمات‌های آمریکا «کاهش دادیم» و واکنش محدود ایران به این اقدام نشان داد که آنها درک می‌کنند در جنگ با ما بازنده هستند.»[۱۰۹][۱۱۰]
- ۱۴ ژانویه ۲۰۲۰ دونالد ترامپ در کارزار انتخاباتی خود در ایالت ویسکانسین و در برابر جمع گسترده هواداران خود بار تأکید کرد که قاسم سلیمانی باید ۲۰ سال پیش کشته می‌شد. قاسم سلیمانی و سپاه قدس که او فرماندهی آن را به‌عهده داشت باعث کشته شدن بسیاری از سربازان آمریکایی و معلول شدن بسیاری دیگر شده بود.[۱۱۱]

### مقامات عراقی
- پارلمان عراق در واکنش به این واقعه طرح اخراج نیروهای آمریکایی از این کشور را تصویب کرد. این طرح طرح لازم الاجر نبوده و صرفاً حالت درخواست داشته و اجرایی بودن ان منوط به تأیید و درخواست دولت عراق است.[۱۱۲][۱۱۳][۱۱۴]
- در پی این اقدام آمریکا، وزارت خارجه عراق در دو نامه جداگانه، به شورای امنیت و سازمان ملل متحد شکایت کرد. در این شکایت این اقدام آمریکا نقض حاکمیت عراق عنوان شده است.[۱۱۵][۱۱۶]
- عادل عبدالمهدی نخست‌وزیر عراق با انتشار بیانیه‌ای کشته شدن قاسم سلیمانی و ابومهدی المهندس را به شدت محکوم کرد و آن را نقض حاکمیت ملی عراق مغایر با شرایط حضور سربازان آمریکایی در عراق دانست.[۱۱۷]
- برهم صالح رئیس‌جمهور عراق با ابراز اندوه و تأسف از این حادثه گفت که ما این حمله را محکوم می‌کنیم و بدون شک تبعات امنیتی برای عراق و منطقه به دنبال خواهد داشت. وی همچنین از همه طرف‌ها خواست که خویشتنداری نشان دهند و منافع ملی را ارجح قرار دهند.[۱۱۸]
- محمد الحلبوسی رئیس پارلمان عراق ضمن محکوم کردن عملیات آمریکا آن را نقض آشکار حاکمیت این کشور و زیرپا گذاشتن معاهدات بین‌المللی دانست.[۱۱۹]
- معاون اول رئیس مجلس عراق با انتشار یک بیانیه کتبی بیان کرد که دیگر وقت متوقف کردن گستاخی‌های آمریکا در عراق فرا رسیده است. در اجلاس فردا پیرامون موجودیت نظامی آمریکا در عراق تصمیمات مهمی اتخاذ خواهد شد.[۱۱۷]
- مقتدی صدر سفارت آمریکا در بغداد را «سفارت شر» نامید و خواستار تعطیلی سفارت آمریکا در بغداد و لغو توافق امنیتی با این کشور شد.[۱۲۰][۱۲۱][۱۲۲] وی همچنین مردم عراق را به برگزاری تظاهرات میلیونی در محکومیت حضور نظامیان آمریکا و تجاوزات آن در عراق فراخواند.[۱۲۳]

### واکنش مردم عراق و سوریه و ایران
به صورت هم‌زمان، شهروندان عراقی با شنیدن خبر کشته شدن سلیمانی، در خیابان‌های بغداد با برافراشتن پرچم کشورشان به جشن و پایکوبی پرداختند.
اپوزیسیون سوریه در مناطقی که هنوز در خارج از کنترل دولت سوریه است با پخش شیرینی، شادی نمودند.
در شهر حلب سوریه، در چندین کلیسا از قاسم سلیمانی و مهدی ابومهندس به عنوان شهیدان قهرمان قربانی تروریزم دولتی آمریکا نام برده شد. این مسیحیان این دو مرد را به عنوان کسانی می‌بینند که از حلب و اقلیت مسیحی آن در مقابل خشم سنی‌های جهادی سلفی همچون داعش و القاعده محافظت می‌کنند.
همچنین شماری از مردم ایران نیز پس از مرگ سلیمانی، به شادمانی پرداختند.
اجساد قاسم سلیمانی، ابومهدی المهندس و سایر کشته‌شدگان عملیات آذرخش کبود در بغداد، کاظمین، کربلا و نجف تشییع شد و هزاران نفر از مردم عراق در این مراسم حضور یافتند. سپس، این اجساد به ترتیب در شهرهای اهواز، مشهد، تهران، قم و کرمان با حضور گسترده مردم تشییع شد، به طوری که در مراسم تشییع در تهران، جمعیت چند میلیونی مردم گرد آمدند و برخی رسانه‌ها آن را شلوغ‌ترین مراسم تشییع پس از تشییع روح‌الله خمینی دانستند.

### مقامات سایر کشورها
- ماهاتیر محمد ترور سلیمانی را محکوم کرد و آن را غیراخلاقی و غیرقانونی خواند. او این ترور را با قتل جمال خاشقجی مقایسه کرد و گفت تفاوتی بین این دو قتل وجود ندارد.[۱۴۸]
- رئیس‌جمهور برزیل، ژائیر بولسونارو گفت که او از «ابتکار عمل علیه تروریسم» حمایت می‌کند، همچنین حمایت خود را از دونالد ترامپ رئیس‌جمهور ایالات متحده در این اقدام تأیید کرد.[۱۴۹][۱۵۰] متعاقباً، وزارت امور خارجه برزیل، در بیانیه ای، «حمایت از مبارزه با آفت تروریسم» را اعلام کرد.[۱۵۱][۱۵۲]
- کانادا خواستار مهار و تنش‌زدایی شد، اما همچنین اعلام کرد که مدت هاست که نگرانِ نیروی قدس سپاه پاسداران انقلاب اسلامی به رهبری سلیمانی است که «اقدامات تهاجمی آنها تاثیراتِ بی‌ثبات کننده‌ای در منطقه و فراتر از آن داشته».[۱۵۳] حزب محافظه کار کانادا تحت رهبری اندرو شیر، حزب مخالف در مجلس عوام، از مرگ سلیمانی استقبال کرد و اظهار داشت «سپاه پاسداران انقلاب اسلامی ایران از مدتها قبل ابزاری برای سرکوب و خشونت در ایران و سراسر جهان بوده است» در حالی که سلیمانی را «کسی که در مرکز عملیات سپاه بوده و مسئولیت خشونت، تخریب و نفوذ بی‌ثبات‌کننده در خاورمیانه را بر عهده دارد» خواند. حزب محافظه‌کار کانادا از دولت لیبرال به رهبری جاستین ترودو خواست تا سپاه را به عنوان یک سازمان تروریستی برچسب گذاری کند.[۱۵۴]
- نخست‌وزیر ایتالیا جوزپه کونته اظهار داشت که هدف دولت وی «جلوگیری از تشدید بیشتر» است. وی همچنین افزود که برای جلوگیری از افزایش تنش‌ها که باعث «تروریسم و افراط گرایی خشن» بیشتر شود «یک اقدام اروپایی ضروری است»[۱۵۵] با این حال، ماتئو سالوینی، رهبر مخالفان، کشته شدن سلیمانی را که وی را «یکی از خطرناک‌ترین و بی‌رحم‌ترین مردان جهان، تروریستی اسلام‌گرا، دشمن غرب، اسرائیل، حقوق و آزادی‌ها» خواند، تحسین کرد.[۱۵۶]
- نخست‌وزیر آلبانی ادی راما، اعلام کرد: 《آلبانی قویاً موضع رئیس‌جمهور آمریکا را علیه یک فعال بدخواهِ رژیم تهران، تأیید می‌کند. ما محکم با ایالات متحده ایستاده‌ایم و امیدواریم همه این کار را انجام دهند. 》[۱۵۷]
- رودریگو دوترته، رئیس‌جمهور فیلیپین به ارتش این کشور دستور داد "هر لحظه" اعلام کند "آمادهٔ تخلیهٔ شهروندان فیلیپینی از عراق و ایران شود باشند.[۱۵۸] به گفتهٔ سخنگوی ریاست جمهوری سالوادور پانلو، دوترته حکم داد که اگر فیلیپینی‌ها در خاورمیانه «آسیب ببینند» فیلیپین در کنار ایالات متحده، متحد نزدیک نظامی خود قرار گیرد.[۱۵۹]
- امانوئل مکرون رئیس‌جمهور فرانسه با بیان این مطلب که هر روز به دنیای خطرناک‌تری پای می‌گذاریم طرفین را به تنش‌زدایی فراخواند.[۱۶۰]
- وزیر امور خارجه آلمان، هایکو ماس به عنوان منتقدترین صدای رهبران اروپایی تأکید کرد که این اقدام آمریکا باعث کاهش تنشها نخواهد شد.[۱۶۱]
- ولادیمیر پوتین رئیس‌جمهور روسیه با اظهار نگرانی نسبت به این اقدام آمریکا در تماسی با مکرون، مشترکاً اعلام نمود که این کار باعث افزایش تنش در منطقه خواهد شد.[۱۶۲] وزیر امور خارجه روسیه اعلام نمود کشتن سلیمانی تنشها را در خاور میانه افزایش خواهد داد. تعدادی از مقامات رسمی روسیه نیز با اظهارات مشابه، عملکرد آمریکا در عراق را مورد انتقاد قرار دادند.[۱۶۳] وزارت خارجه روسیه آن را یک اقدام ماجراجویانه نامید. وزارت خارجه روسیه بیان نمود: «سلیمانی خود را وقف حفظ منافع ملی ایران نمود. ما به مردم ایران صمیمانه تسلیت می‌گوییم.»[۱۶۴]
- دولت کوبا حمله هوایی را به شدت محکوم کرد و استفاده از موشک برای ترور هدفمند را «نقض آشکار قوانین بین‌المللی و حاکمیت عراق» دانست.
- دولت ونزوئلا حمله هوایی را محکوم کرد و گفت معتقد است این حادثه تنش‌های خاورمیانه را افزایش خواهد داد. اما خوان گوایدو رهبرِ اپوزیسیونِ دولتِ مادورو و رئیس‌جمهور موقت گفت: «سلیمانی، رهبریِ یک ساختار جنایتکار و تروریستی در ایران را بر عهده داشت که سال‌ها باعث آزار مردمِ وی و بی‌ثباتی خاورمیانه شد.»
- دولت یمن این قتل را به عنوان «گام مهمی برای پایان دادن به درگیری در منطقه» ستود ولی حوثی‌های موردِ حمایتِ ایران، حملات را محکوم کرده و خواستار «انتقام جویی سریع» شدند.
- آملی دو مونشالین، وزیر امور اروپایی فرانسه: «کشته شدن قاسم سلیمانی، جهان را بسیار خطرناک خواهد کرد و خواستار تلاش برای تنش‌زدایی در خاورمیانه شد.»[۲]
- سخنگوی ارتش اسرائیل کمک دستگاه اطلاعاتی اسراییل در این ترور را رد کرد و تأکید کرد: «ارتش اسرائیل هیچ نقشی نداشت و این یک عملیات آمریکایی بود.»[۱۶۵]
- بنیامین نتانیاهو، نخست‌وزیر اسرائیل، گفت: «آمریکا نیز درست همانند اسرائیل از حق دفاع از خود برخوردار است. قاسم سلیمانی مسئول مرگ شمار زیادی از آمریکایی‌ها و بسیاری از بیگناهان دیگر بود. او سرگرم برنامه‌ریزی برای اجرای حملات بیشتری بود. پرزیدنت ترامپ به خاطر اقدام قاطعانه، سریع، و توانمندانه‌اش شایسته تقدیر است. اسرائیل در کنار ایالات متحده آمریکا و تلاش مشروع آن برای صلح، امنیت، و دفاع از خود می‌ایستد.»[۱۶۶]
- اولریک دمر، سخنگوی دولت آلمان، گفت که اقدام آمریکا در عراق در واکنش به تحریکات نظامی گسترده جمهوری اسلامی بود. ما با نگرانی بسیار زیاد فعالیتهای ایران در منطقه را دنبال می‌کنیم. خطر افزایش تنش‌ها بسیار بالا است، اما آلمان برای از بین بردن این تنش‌ها تلاش خواهد کرد.[۱۶۷] همچنین این کشور اعلام کرد که تعدادی از نیروهای خود را که در عراق مستقر هستند از این کشور خارج می‌کند.[۱۶۸]
- دومنیک راب، وزیر خارجه بریتانیا، نیز اعلام کرد که «بریتانیا همیشه به تهدید تهاجمی از سوی نیروهای قدس سپاه ایران به رهبری قاسم سلیمانی اذعان کرده است، اما درگیری بیشتر به نفع ما نیست.»[۱۶۹]
- سفارت فرانسه در تهران به شهروندانش توصیه کرد که از هرگونه اجتماع خودداری کنند و با احتیاط عمل کنند و از عکس گرفتن در فضاهای عمومی خودداری کنند.[۱۷۰]
- ۵ ژانویه ۲۰۲۰ دومینیک راب، وزیر خارجه بریتانیا ضمن توصیف قاسم سلیمانی به عنوان یک تهدید منطقه‌ای، گفت: «وضعیتی را که آمریکا خود را در آن می‌دید درک می‌کند.» وی ادامه داد: «ما باید اقدامات خبیثانه ایران را مهار کنیم ولی همچنین باید از تنش‌ها بکاهیم و وضعیت را به ثبات ببریم.»[۱۷۱]
- بوریس جانسون، نخست‌وزیر بریتانیا در ۱۵ دی ۱۳۹۸ (۵ ژانویه) ۲۰۲۰ گفت: سلیمانی در اعمالی که به مرگ هزاران بی‌گناه انجامید نقش داشت. او اقدام‌های قاسم سلیمانی را عامل "بی‌ثباتی" در منطقه خواند و گفت، او "مسئول الگویی از رفتار ویرانگر و بی‌ثبات‌کننده در منطقه بود که به او نقش رهبری‌کننده در اعمالی می‌داد که به مرگ هزاران شهروند غیرنظامی بی‌گناه و پرسنل غربی انجامید.[۱۷۲] بوریس جانسون با بیان این که از کشته شدن سلیمانی متأسف نیست با اشاره به تهدید ایران به تلافی‌جویی افزود، فراخوان انتقام و تلافی‌جویی «صرفاً به خشونت بیشتر در منطقه منتهی می‌شود».
- رجب طیب اردوغان، رئیس‌جمهور ترکیه در مصاحبه با سی ان ان ترک، گفت: «ترکیه مخاطرات ناشی از ترور سردار قاسم سلیمانی فرمانده نیروی قدس ایران در حمله پهپادی روز جمعه آمریکا را با نگرانی پیگیری می‌کند؛ ترور فرمانده ارشد یک کشور اقدامی نیست که بدون پاسخ بماند.» رئیس‌جمهوری ترکیه روز قبلش نیز در اظهاراتی گفته بود: «سلیمانی به تصور غلط برخی افراد، کسی نبود که بخواهد مانند سران داعش خلیفه بشود. اگر آمریکایی‌ها سلیمانی را تروریست دانسته و وی را کشتند، پس چگونه به تروریست‌ها در سوریه کمک می‌کنند»؟[۱۷۳]
- ۵ ژانویه ۲۰۲۰ امانوئل ماکرون، رئیس‌جمهور فرانسه ضمن تأکید بر همبستگی فرانسه با متحدان خود گفت: «فرانسه مصمم است تا با همکاری شرکای منطقه‌ای و بین‌المللی در راستای کاهش تنش‌ها در منطقه گام بردارد.»[۱۷۴]
- ۶ ژانویه ۲۰۲۰ ینس استولتنبرگ رئیس وقت ناتو در کنفرانس مطبوعاتی به وظیفه ایران برای تنش زدایی و جلوگیری از هرگونه تحریک پرداخت و در مقابل سوالات خبرنگاران در خصوص ترور سلیمانی توسط آمریکا، از محکوم کردن آن خودداری کرد و به تشکر از آمریکا «برای گزارش مطالب مربوط به عملیات» اکتفا کرد.[۱۷۵]
- ۷ ژانویه ۲۰۲۰ آنه‌گرت کرامپ-کارن باوئر، وزیر دفاع آلمان: «به‌طور شفاف می‌گویم که ایران مسئول افزایش تنش در منطقه بوده است و بنابراین، این مسئولیت ایران است که برای کاهش تنش همکاری کند.»[۱۷۶] در ۱۵ دی ماه ۱۳۹۸ به دنبال اظهارات برخی مقامات آلمان در حمایت از این اقدام آمریکا کاردار سفارت آلمان در تهران در غیاب سفیر به وزارت امور خارجه احضار شد.[۱۷۷][۱۷۸][۱۷۹]
- روسیه و سوریه در یک بیانیه مشترک افزایش تعداد نیروهای آمریکایی در منطقه را محکوم کردند و این اقدام آمریکا را مانع دیگری در بازگشت آوارگان سوری به وطن شان خواندند.[۱۸۰]
- کلیسای مشایخی شهر حلب سوریه مراسمی به یاد قاسم سلیمانی برپانمود که در طی آن عنوان شد: «تنها کاری که قاسم سلیمانی انجام داد این بود که در کنار مسیحیان در مقابل داعش و القاعده ایستاد».[۱۸۱]
- سرور دانش، معاون دوم رئیس‌جمهور افغانستان، از قاسم سلیمانی به عنوان «چهره برجسته» مبارزه با گروه موسوم به دولت اسلامی (داعش) یاد کرد و گفت که «بدون شک هر نوع برخورد خشن و خارج از قواعد بین‌المللی در هر شرایطی بر وخامت اوضاع می‌افزاید.» او سلیمانی را «از فرماندهان مشهور ایران» خواند و گفت که «با جان باختن سردار قاسم سلیمانی وضعیت آشفته و پیچده سیاسی و امنیتی در منطقه و خاورمیانه به‌وجود آمده است».[۱۸۲]
- عبدالله عبدالله رئیس اجرایی این واقعه را مایه تاسف خوانده و به مقام‌های ایرانی و خانواده سلیمانی تسلیت گفت. حزب جمعیت اسلامی افغانستان نیز همنوا با عبدالله پیامی منتشر کرده که در آن «شهادت سردار قاسم سلیمانی» را مایه اندوه و تأثر عمیق خوانده شده است.[۱۸۳]
- بلقیس روشن نمایندهٔ افغانستان، پس از کشته شدن قاسم سلیمانی، همدردی برخی مسئولان افغان را «تاسف بار» توصیف کرد و گفت قاسم سلیمانی مسئول فرستادن مردم افغانستان به سوریه و کشته شدن آنان است و سپاه پاسداران را محکوم کرد که «می‌خواهد که شعله‌های جنگ در کشورهای دیگر روشن باشد تا منافعش تأمین شود». او گفت جمهوری اسلامی «افغانستانی‌ها را با وعده‌هایی مثل دستمزد بالا، مدارک اقامت و همچنین استفاده از عقاید مذهبی‌شان» به سوریه می‌فرستد تا از حکومت بشار اسد و منافع جمهوری اسلامی دفاع کنند.[۱۸۴][۱۸۵][۱۸۶] به گفته او، نزدیک به ۳۰ هزار افغانستانی عضو لشکر فاطمیون هستند.[۱۸۷]

### سازمان‌های بین‌المللی
- اگنس کالامار، گزارشگر ویژه سازمان ملل در مورد اعدام‌های فراقانونی، سریع یا خودسرانه، با انتشار پیام‌هایی در توئیتر نوشت: «ترور هدفمند قاسم سلیمانی و ابومهدی مهندس غیرقانونی و نقض قوانین حقوق بین‌الملل است.[۱۸۸]»

### گروه‌ها و سازمان‌ها
سازمان مجاهدین خلق ایران، گروه سیاسی مخالف جمهوری اسلامی از کشتن سلیمانی استقبال کرد. رهبر آن مریم رجوی، همسر مسعود رجویِ ناپدیدشده، اظهار داشت که 《این قتل ضربهٔ جبران‌ناپذیری برای رژیم آخوندهاست》. وی همچنین سلیمانی را 《یکی از بزرگ‌ترین جنایتکاران تاریخ ایران》و 《شخصاً درگیر در قتل‌عام هزاران نفر در منطقه》 خواند.
- سید حسن نصرالله دبیرکل حزب‌الله لبنان با تسلیت این حادثه و اشاره به اینکه پیروزی‌های محور مقاومت به برکت خون سلیمانی، بیشتر خواهد شد گفت که «مجازات و انتقام عادلانه از شرورترین قاتلان جنایت کار در جهان و منطقه، مسئولیت و امانت همهٔ مجاهدان در امتداد دنیا خواهد بود.[۱۹۰][۱۹۱]»
- سید علی سیستانی، خبر کشته شدن سلیمانی و ابومهدی المهندس را دردناک و غم‌انگیز توصیف کرد و این حادثه را عامل پشیمان شدن دشمنان دانست و گفت که «این جنایت ملت عراق را برای اخراج امریکایی‌ها از کشورشان مصمم‌تر خواهد کرد».[۱۹۲][۱۹۳][۱۹۱]»
- گردان‌های حزب‌الله عراق در بیانیه ای ضمن محکوم کردن حمله آمریکا به فرودگاه بغداد، آن را آغازی بر پایان حضور آمریکایی‌ها در عراق دانست. در این بیانیه آمده است که این حادثه عراق و منطقه و نیز جهان را در مقابل تحولی خطرناک قرار داده و «بدون شک، مسئول پیامدهای وخیم آن آمریکا، رژیم صهیونیستی و دولت‌های شرور و جنایتکار است و بهای گزاف آن را خواهند پرداخت».[۱۹۴]»
- یوناتن بت‌کلیا نماینده کاتولیکهای کلدی و آشوریان در مجلس ایران اعلام نمود که آشوریها به سردار سلیمانی بدهکار هستند چرا که به خاطر تلاشهای او ۳۰۰۰۰ آشوری عراقی از دست داعش نجات پیدا کردند. او به جلسه‌ای اشاره کرد که در آن شخصاً از سلیمانی تقاضای کمک برای نجات آشوریها نموده بود و به خاطر تلاش سلیمانی ۲۲۵ آشوری از زندان داعش آزاد شدند.[۱۹۵]
- مسیحیان حروف قرمز (Red-Letter Christians) اعلام نمودند که کشتن قاسم سلیمانی نقض صریح آموزه‌های اخلاقی عیسی است و از بالاگرفتن تنشها با ایران اظهار تاسف می‌کنند.[۱۹۶]
- رهبران شورای همبستگی پاکستان -که متشکل از ائتلاف ۳۵ حزب سیاسی و مذهبی می‌باشد- حمله تروریستی آمریکا در عراق را که منجر به کشته شدن سلیمانی و همرزمانش شد را به شدت محکوم کرد و این حمله را حمله به کل جهان اسلام خواند، و عنوان کردند که منطقه تحمل حضور نیروهای آمریکا را ندارد و باید از این منطقه خارج شوند. رهبران این شورا به میزبانی سناتور سراج الحق و با حضور مولانا ابوالخیر (رئیس شورا) طی جلسه‌ای در شهر لاهور به قتل سلیمانی واکنش نشان داده بودند.[۱۹۷]
- سید مقتدی صدر رهبر جریان صدر عراق در پیامی این حادثه را به مرجعیت، رهبری، ملت و دولت جمهوری اسلامی ایران تسلیت گفت و بیان کرد که «هدف قرار دادن او توسط استکبار جهانی، هدف قراردادن جهاد، معارضه و روحیه انقلابی بین‌المللی است.[۱۹۸]»
- هادی عامری رئیس ائتلاف فتح و جانشین حشد الشعبی عراق ترور ابومهدی المهندس و قاسم سلیمانی را «اقدامی جنایتکارانه و کثیف» دانست و از اعضای پارلمان خواست که تصمیم جسورانه خود برای اخراج نیروهای بیگانه از عراق را اتخاذ کنند.[۱۹۹]

متن بیانیه طالبان در خصوص ترور قاسم سلیمانی

- گروه طالبان در بیانیه ای با ابراز تاسف از کشته شدن قاسم سلیمانی، با نامیدن او به عنوان مجاهدی بزرگ، این اقدام را ناشی از وحشت آمریکایی‌ها دانست و اعلام کرد که جهاد در برابر آمریکا ادامه دارد[۲۰۰] و عنوان کرد: از بارگاه خداوند متعال برای این مجاهد بزرگ جنت الفردوس و برای خانواده و متعلقین او صبر جمیل و اجر جزیل مسئلت داریم.[۲۰۱]
- شرکت آمریکایی شورون به دنبال این اقدام ترامپ در یک اقدام احتیاطی، کارکنان خارجی خود در عراق را از این کشور خارج کرد.[۲۰۲][۲۰۳]

### افراد سرشناس
- اردشیر زاهدی، وزیر خارجه ایران و آخرین سفیر ایران در ایالات متحده آمریکا در دورهٔ محمدرضا شاه پهلوی، در گفتگویی با بی‌بی‌سی ضمن تمجید قاسم سلیمانی، او را در ردیف قهرمان نظامی دیگر کشورها نظیر برنارد لاو مونت‌گومری، شارل دو گل، داگلاس مک‌آرتور و دوایت آیزنهاور قلمداد و تأکید کرد: «قاسم سلیمانی یک سرباز وطن‌پرست بود».[۲۰۴]
- یراوند آبراهامیان تاریخ‌نگار ارمنی آمریکایی در مورد اثرات ترور وی به دست دولت آمریکا گفت: تا کنون دولت ایالات متحده آمریکا در نزد ایرانیان به عنوان دولتی توطئه‌گر شناخته می‌شد. پس از این واقعه ایرانیان این دولت را به عنوان دولتی تروریست در یاد خواهند داشت که نه تنها افراد را می‌کشد بلکه در فرودگاه بین‌المللی و در یک کشور خارجی آن‌ها را می‌کشد. با هر تعریفی این عمل تروریسم توصیف خواهد شد.[۲۰۵]
- محمود دولت‌آبادی: من نیز در اندوه عمیق ازدست دادن آن انسانی که شخصاً دورادور دوست می‌داشتمش، سوگوارم.[۲۰۶]
- چند تن از هنرمندان ایرانی از جمله فقیهه سلطانی، رضا صادقی، علی‌رام نورایی و کارن همایونفر پیام‌های تسلیت برای کشته شدن قاسم سلیمانی در صفحه اینستاگرام خود منتشر کردند اما اینستاگرام این پیام‌ها را حذف کرد.[۲۰۷] احمد خمینی، نتیجه روح‌الله خمینی، بنیان‌گذار جمهوری اسلامی در این رابطه نوشت: «آزادی به سبک اینستاگرام! باز هم عکس را پاک کردند!» جمعه شب، سوم ژانویه به وقت واشینگتن در شرق آمریکا، یک سخنگوی شبکه اجتماعی فیسبوک که مالک اینستاگرام است، در پاسخ به پرسش بی‌بی‌سی فارسی در این خصوص گفت علت حذف برخی پست‌های مرتبط با کشته شدن قاسم سلیمانی در شبکه اجتماعی مربوط به تعهدات این شبکه در قبال تحریم‌های آمریکا علیه ایران است.[۲۰۸]
- مایکل مور، کارگردان و مستندساز آمریکایی که همواره یکی از منتقدان سیاست‌های آمریکا بوده، پس از انتشار خبر کشته‌شدن قاسم سلیمانی در اینستاگرام خود آمریکایی‌ها را حامی جنگ خواند و به طعنه نوشت: «ایران به دنبال جنگ است! ببینید چقدر کشورش را نزدیک پایگاه‌های نظامی ما قرار داده است!» وی در پست دیگری ضمن دعوت مردم به تماشای فیلم کارگران مشغول کارند به کارگردانی مانی حقیقی نوشت:[۲۰۹]

| « | ایرانی‌ها فیلم‌های فوق‌العاده‌ای می‌سازند و جایزه اسکار و دیگر جوایز در سراسر جهان برنده می‌شوند، فیلم‌هایی در جهت آزادی بیان که برخی مواقع چندان هم به مذاق برخی خوش نمی‌آید. فیلم فوق‌العاده‌ای که این هفته می‌توانید رایگان تماشا کنید، «کارگردان مشغول کارند» است. این فیلم دربارهٔ گروهی از افراد از طبقه متوسط ایرانی‌هاست که برای گذراندن و اسکی به خارج از تهران سفر می‌کنند و در آنجا به صخره بزرگی برخورد می‌کنند که در لبه یک پرتگاه قرار دارد و مصمم می‌شوند این تخت سنگ بزرگ را تکان دهند و به قعر دره پرتاب کنند. آیا این فیلم تمثیلی جالب از ایجاد تغییرات سیاسی است؟ یا داستان گروهی از افراد «کله‌شق» است که نمی‌خواهند یک تخته سنگ جلوی آنها را بگیرد؟ برخی مواقع تغییرات زمانی روی می‌دهد که شما دست از تلاش برداشته‌اید. یک فیلم ساده و زیبا. ایرانی‌ها عاشق هالیوود هستند. آنها ما را دوست دارند. همه آنچه در حال روی دادن است نباید اتفاق بیفتد این دیوانگی است. معذرت می‌خواهیم. به جای شلیک کردن به مردم فیلم بسازید و به جای جنگ ساختن فیلم بسازید! | » |

- فرح پهلوی با تأکید بر «حفظ و حراست آثار فرهنگی ایران» به عنوان یک خواست ملی، خطاب به رهبران سیاسی جهان نوشت که آنها می‌توانند «دوستی و همبستگی ملت ایران را با خود داشته باشند.»[۲۱۰]

### شبکه‌های اجتماعی

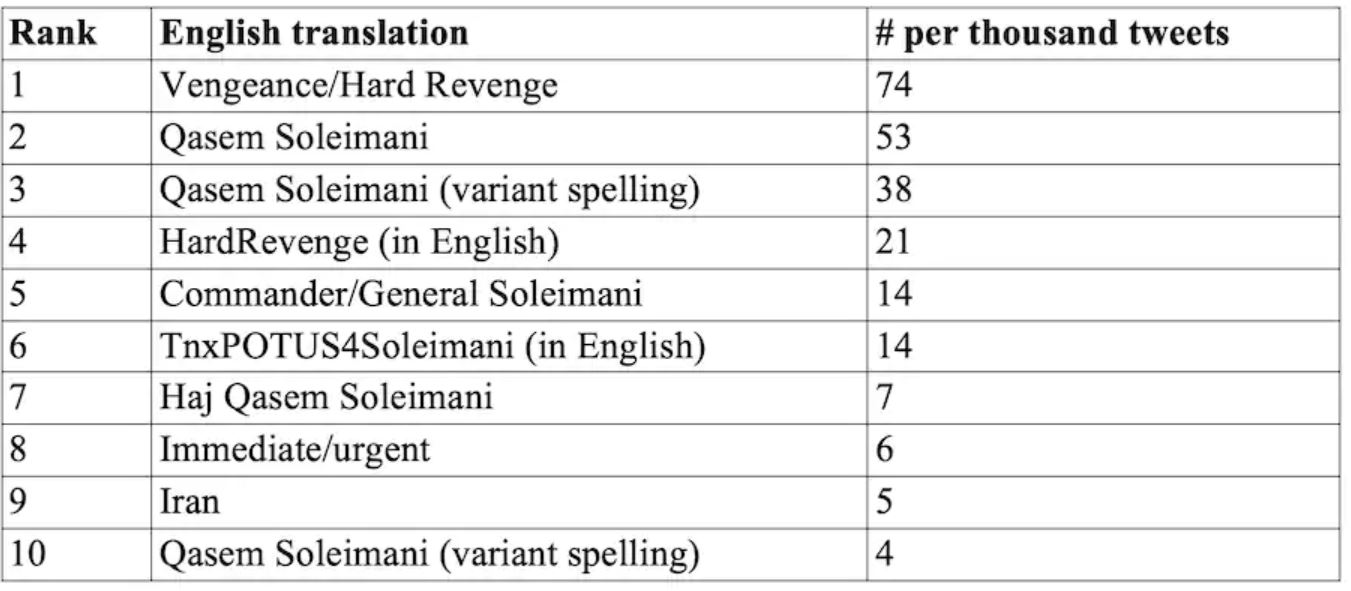
هشتگهای برتر در ساعات پس از قتل سلیمانی در بین توئیت‌های فارسی (منبع: واشینگتن پست)

- در ساعات پس از مرگ سلیمانی ایرانیان چهار برابر نرخ معمول به توئیت کردن پرداختند. با وجود آنکه ایرانیان به‌طور تاریخی مخالف رژیم توئیت می‌کرده‌اند ولی اکثراً واکنش منفی نسبت به قتل سلیمانی نشان دادند. در بین توییت‌های فارسی هشتگ اول روز متعلق به واژه فارسی «انتقام/انتقام سخت» بود که با اختلاف فاحشی از دیگر هشتگها بالاتر قرار گرفت. بیشترین تصویر به اشتراک گذاشته شده نیز پرچم ایران بود. حتی کاربرانی که مطالب مخالف رژیم پست می‌کردند نیز نسبت به مرگ سلیمانی واکنش منفی نشان دادند. قتل سلیمانی خیلی‌ها را در محکوم کردن عمل آمریکا با یکدیگر متحد نمود.[۲۱۱] پس از ترور قاسم سلیمانی موجی از اظهارنظر در شبکه‌های اجتماعی شکل گرفت.[۲۱۲] هشتگ دیگری که به یکی از ده موضوع داغ تویتر تبدیل شده بود، هشتگ ایران عزیز بود که در آن کاربران به شوخی خواستار عدم حمله ایران به منطقه یا ایالت خودشان می‌شدند.[۲۱۳] به دنبال عذرخواهی بازیگر آمریکایی رز مک‌گوان از طرف ۵۲ درصد آمریکایی‌هایی که به ترامپ رای نداده بودند از ایران با هشتگ ایران عزیز بعضی کاربران آمریکایی هشتگی با عنوان برو ایران علیه وی راه انداختند.[۲۱۴] وبگاه خبرگزاری دولتی ایالات متحده آمریکا یا صدای آمریکا گفت برخی از کاربران ایرانی در توئیتر با حدود ۱۳۰ هزار تکرار هشتگ IraniansDetestSoleimani به معنای «ایرانی‌ها از سلیمانی متنفرند» طوفان توئیتری به راه انداختند.[۲۱۵]
- در روز جمعه ۱۰ ژانویه ۲۰۲۰ سخنگوی فیسبوک اعلام کرد پست‌های قاسم سلیمانی در اینستاگرام و شرکت مادر آن فیسبوک به دلیل رعایت تحریم‌های آمریکا علیه ایران حذف می‌شود.[۲۱۶][۲۱۷]

### تظاهرات

#### ایران

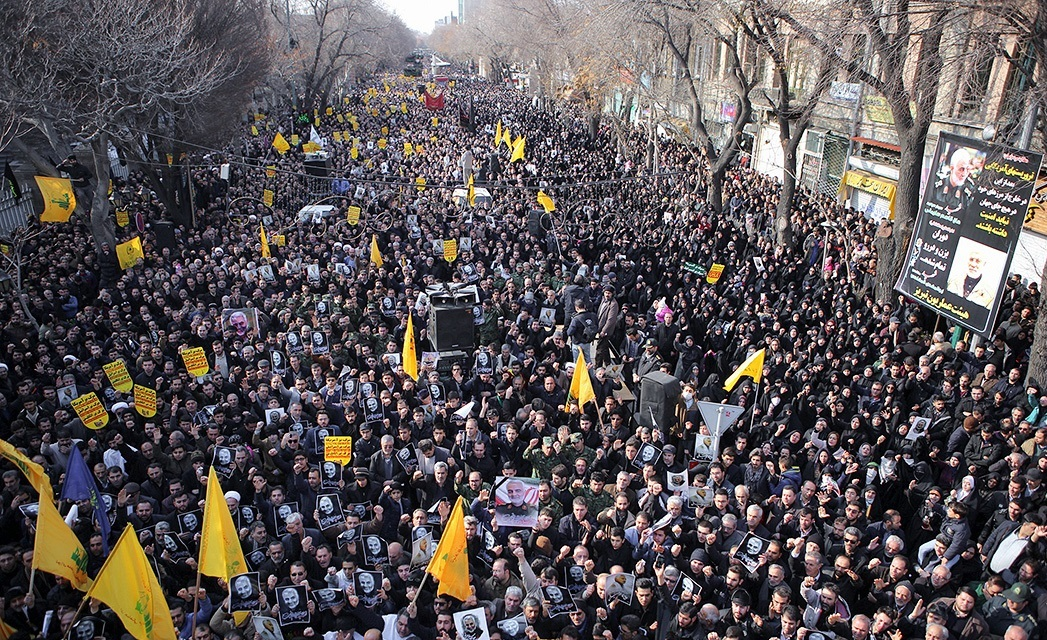
تظاهرات در تبریز به خاطر کشته شدن قاسم سلیمانی

در ایران مردم برخی شهرها پس از نماز جمعه در اعتراض به ترور قاسم سلیمانی به خیابان‌ها آمده و با برپایی تظاهرات این اقدام را محکوم کرده و با سردادن شعارهای «مرگ بر آمریکا» و «مرگ بر اسرائیل» خواستار برخورد شدید سپاه با عاملان آن شدند. در شهر کرمان زادگاه سلیمانی جمعی از مردم در روز جمعه مقابل خانه قاسم سلیمانی و حسینیه ثارالله این شهر تجمع کرده و به عزاداری پرداختند.

#### سایر کشورها
- در پاکستان نمازگزاران، فعالان سیاسی و اعضای گروه‌های مذهبی شهر کارگیل کشمیر پس از نماز جمعه تجمع اعتراض آمیز برگزار کرده و با سر دادن شعارهای «مرگ بر آمریکا» و «مرگ بر اسرائیل» پرچم آمریکا را به آتش کشیدند.[۲۲۵][۲۲۶] در شهرهای لاهور و کراچی پاکستان نیز نمازگزاران جمعه دست به تجمع زدند. در جنوب هندوستان مسلمانان ایالت بنگلور پس از نماز جمعه در مسجد عسگری به عزاداری پرداختند.[۲۲۶]
- در عراق جمعی از مردم استان دیاله در شرق این کشور عصر جمعه با برپایی تظاهراتی ضد آمریکایی، این حمله آمریکا را محکوم کردند.[۲۲۷] در شهر کربلا نمازگزاران جمعه در حرم حسین بن علی پس از قرائت پیام سیستانی، شعار «کلّاً کلّاً آمریکا» (آمریکا هرگز، هرگز) و «لبیک یا حسین» سر دادند.[۲۲۸][۲۲۹]
- در لندن مخالفان ترور سلیمانی مقابل دفتر نخست‌وزیری تظاهرات کردند، این تظاهرات که از سوی پویش ائتلاف توقف جنگ انگلیس سازماندهی شده بود محل حضور جمعی از اشخاص بلندپایه حزب مخالف دولت نیز بود. لیندزی جرمن عضو ارشد این پویش انگلیسی در سخنانی از اقدامات ترامپ انتقاد کرد و اظهار داشت از زمانی که ترامپ از برجام خارج شد در پی به راه انداختن جنگ با ایران بود و ترور مقام بلندپایه نظامی ایران را موید این گفته خود عنوان کرد چرا که به عقیده وی آمریکا می‌داند تبعات این اقدام چیست. وی این اقدام آمریکا را غیرقانونی دانست و از انگلیس خواست بدون فوت وقت آن را محکوم نماید.[۲۳۰]
- هفتاد شهر آمریکا و تورنتو کانادا شاهد تظاهراتی در مخالفت با جنگ بود. در این تظاهرات دست نوشته و بنر و پلاکاردهایی مشاهده می‌شد که بر آنها نوشته‌هایی با مضمون لزوم خروج آمریکا از عراق و کشورهایی نظیر افغانستان و سوریه بود، همچنین نوشته‌هایی با مضمون نهی از جنگ با ایران و حتی توقف تحریم ایران وجود داشت. به گزارش سایت عصر ایران در واشینگتن مقابل کاخ سفید و لس آنجلس میدان تایمز محل تظاهرات و تجمع بود.[۲۳۱]

### تجمعات
عصر روز جمعه جمعی از مردم تهران مقابل دفتر سازمان ملل تجمع کرده و شعارهای «مرگ بر آمریکا»، «مرگ بر اسرائیل»، «ای رهبر آزاده آماده ایم آماده»، «این همه لشکر آمده به عشق رهبر آمده» سر دادند. در این تجمع مردم خواستار واکنش قاطع نهادهای نظامی در مقابل این اقدام آمریکا شدند. همچنین در ساعات پایانی روز جمعه ۱۳ دی شماری از دانشجویان دانشگاه‌های تهران در محکومیت حمله آمریکا مقابل دفتر حافظ منافع آمریکا در ایران تجمع کرده و با دردست داشتن پلاکاردهایی شعارهای ضدآمریکایی و ضد اسرائیلی سر دادند. مردم مشهد نیز جمعه شب با تجمع در میدان فلسطین و مقابل کنسولگری عراق در مشهد، شعار «مرگ بر آمریکا» و «مرگ بر اسرائیل» سر دادند.

## تشییع گسترده و رویدادهای آن

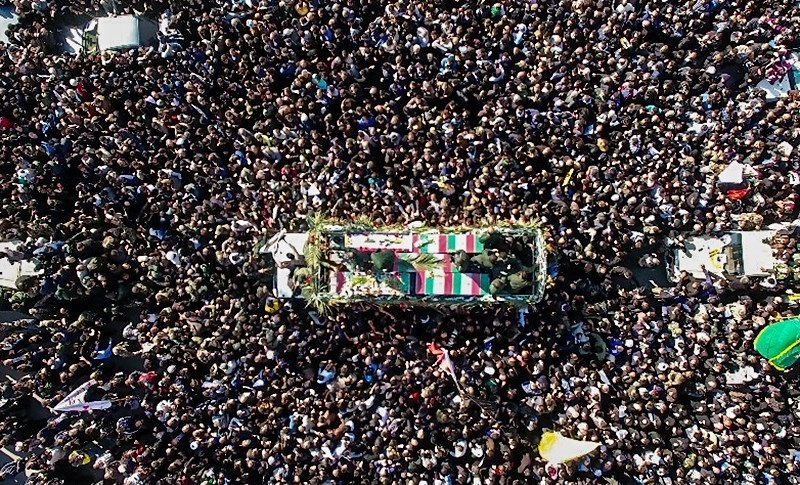
مراسم تشییع قاسم سلیمانی در اهواز (۱۵ دی ۱۳۹۸)

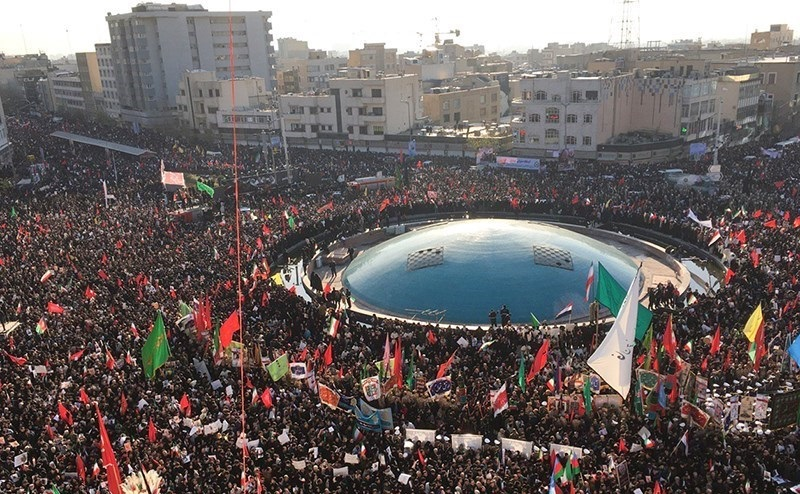
مراسم تشییع قاسم سلیمانی در تهران (۱۶ دی ۱۳۹۸)

در ۱۴ دی ۱۳۹۸، پیکر قاسم سلیمانی، ابومهدی المهندس و سایر کشته شدگان عملیات آذرخش کبود در بغداد و کاظمین تشییع شد. هزاران نفر از مردم عراق در این مراسم حضور یافتند.
در ۱۵ دی ۱۳۹۸، دنباله مراسم تشییع پیکر این جانباختگان در شهرهای اهواز و مشهد پیگیری شد. در این مراسم جمعیت بسیار گستردهٔ چند صد هزار نفری شرکت کردند.
پیکرهای نامبردگان در ۱۶ دی ۱۳۹۸، در شهرهای تهران و قم همراهی شدند. مراسم نماز میت به امامت علی خامنه ای در دانشگاه تهران برگزار شد. رهبر جمهوری اسلامی با چشمانی اشکبار بر آنان نماز خواند. در مراسم تشییع در تهران، جمعیت چند میلیونی مردم گرد آمدند و برخی رسانه‌ها آن را شلوغ‌ترین مراسم تشییع پس از تشییع روح‌الله خمینی دانستند.

### کشته‌شدن تشییع‌کنندگان
در ۱۷ دی ۱۳۹۸ تعداد ۵۶ تن از افراد تشییع کننده قاسم سلیمانی در کرمان جان خود را از دست دادندو ۲۱۱ تن مصدوم شدند.
علت حادثه از زبان یکی از مصدومان حادثه که جوانی ۲۶ ساله بود و خود را حمید معرفی کرد به خبرنگار ایرنا گفته است: در میدان آزادی و ابتدای خیابان بهشتی ایستاده بودم و منتظر شروع مراسم بودیم که ناگهان جمعیت به سمت خیابان شریعتی هجوم آوردند و تعدادی از مردم برای فرار از موج تشییع کنندگان به سمت کوچه شماره ۲ فرعی رفتیم. وی افزود: در ابتدای کوچه مأموران انتظامات مراسم از عبور مردم جلوگیری کرده و سعی کردند آنها را به عقب برانند که متأسفانه افرادی تعادل خود را از دست داده و به زمین افتادند و در ازدحام جمعیت فوت کردند یا مصدوم شدند.
این شهروند کرمانی تصریح کرد: اگر مسیرهای فرعی باز بودند از ازدحام جمعیت کاسته می‌شد، اما دست‌اندرکاران مراسم اصرار داشتند مردم به خیابان اصلی برگردند و باعث این حادثه تلخ شدند.
تشییع و تدفین قاسم سلیمانی به دلیل تلفات به زمانی دیگر موکول شد. و پیکر او در نهایت در بامداد ۱۸ دی ۱۳۹۸ و پس از حمله ایران به پایگاه آمریکایی عین الاسد، در گلزار شهدای کرمان دفن شد.

## مهم‌ترین پیامدها

### حمله موشکی ایران به پایگاه‌های نظامی آمریکا
در ساعات اولیه چهارشنبه ۱۸ دی ۱۳۹۸ ایران در عملیاتی با نام شهید قاسم سلیمانی با پرتاب ده‌ها موشک بالستیک از کرمانشاه به سمت پایگاه عین‌الاسد آمریکا در استان انبار عراق آغاز شد. جمهوری اسلامی ایران با این حمله به عملی نمودن تهدیدهای خود مبنی بر انتقام خون قاسم سلیمانی اقدام نمود. در ساعات اولیه پس از حمله یک مقام آگاه در سازمان اطلاعات سپاه گفت که «دست کم ۸۰ نظامی آمریکایی در این حمله کشته و حدود ۲۰۰ نفر زخمی شده‌اند.» ادعایی که توسط هیچ رسانه مستقل و غیرایرانی تأیید نشده و برعکس همهٔ رسانه‌ها در جهان ادعای مقامات آمریکایی که این عملیات هیچ تلفات و حتی خسارت قابل ذکری نداشته را تأیید کردند. بعدها افشا شد که این عملیات پیش از انجام به اطلاع مقامات عراقی و آمریکایی رسیده بوده در حالی که رئیس‌جمهوری ایران حسن روحانی و وزارت امور خارجه از آن بی اطلاع بوده‌اند. همچنین تمام کشورهای عضو ائتلاف ضد داعش که نیروهایی در همان پایگاه داشتند نیز تأیید کردند که هیچ تلفاتی متحمل نشده‌اند. در روزهای بعد سایت تابناک متعلق به محسن رضایی هم از مواضع قبلی کوتاه آمده و پذیرفت که این عملیات تلفاتی برای آمریکا نداشته و آن را حرکتی هوشمندانه برای ایران دانست که در عین بی پاسخ نگذاشتن ترور قاسم سلیمانی، ایران را به جنگ با آمریکا نکشاند. یکی از دلایل بی تلفات بودن این حملات، خبر داشتن آمریکاییها، عراقی‌ها و سایر نیروهای ائتلاف ضد داعش از این حملات دانسته شده است. وزیر دفاع آمریکا خسارات را شامل چادرها، مسیرهای حرکت خودرو، پارکینگ و هلیکوپترهای اوراقی دانست. سی.ان. ان در گزارشی تصویری از داخل پایگاه از تخریب سلف غذاخوری سربازان آمریکایی خبر داد. تصاویر ماهواره ای نشان می‌دهد که پنج ساختمان توسط پنج موشک منهدم شده‌اند.
هم‌زمان با آیین خاکسپاری قاسم سلیمانی، موشک‌باران دو پایگاه هوایی آمریکا در عراق آغاز شد. موشکهای پرتابی برپایه برخوردگاه (عین الاسد. ۴۳۰ کیلومتر) و اندازه آنها تا پرتابگاه (شاید کرمانشاه) از گونه فاتح ۳۱۳ با برد ۵۰۰ کیلومتر گمانه زنی شده‌اند. شبکه خبر گونه این موشکها را از کلاس فاتح، ذوالفقار و موشک بی بالچه قیام گزارش کرده است. سرعت بالای موشک‌های فاتح ۳۱۳ را شاید بتوان دلیل عدم نابودی موشکهای پرتاب شده از سوی سامانه دفاع ضد موشکی آمریکا موسوم به پاتریوت دانست.
همچنین موشک‌های قیام در این عملیات از سامانه مختل کننده رادار برخوردار بوده و مجهز به کلاهک‌های بارانی بوده‌اند. موشک نامبرده به‌ویژه از روی نداشتن بالک یا بالچه برای بیشتر سامانه‌های راداری رهگیری ناپذیر است؛ گرچه به گفته برخی منابع، سامانه پدافند موشکی در رومانی داده‌های ارزشمندی را به ناتو مخابره نموده است.
سپاه پاسداران انقلاب اسلامی در بیانیه رسمی خود موشک‌باران یادشده را «گام نخست انتقام خون سردار قاسم سلیمانی» نامیده است. سرآمد و بزرگ‌ترین این پایگاه‌ها، عین الاسد در استان انبار و دیگر اهداف، فرودگاه اربیل به‌همراه پایگاه و کنسولگری آمریکا در آنجا و همچنین پایگاه التاجی در شمال بغداد بودند. شمار موشکهای پرتاب شده ۳۵ فروند گزارش شده، ولی پنتاگون گفته است که چهار فروند از موشکها در بیابان پیرامون عین الاسد فرود آمده و یکی هم در اربیل به هدف برخورد نکرده است.ارتش عراق شمار موشکها را ۲۲ فروند اعلام نموده است.
سپاه پاسداران انقلاب اسلامی همچنین از حمله موشکی به پایگاه نظامی التاجی آمریکا در نزدیکی فرودگاه اربیل در منطقه کردستان عراق خبر داد.

### سقوط پرواز شماره ۷۵۲ هواپیمایی بین‌المللی اوکراین
چند ساعت پس از حملات سپاه پاسداران به پایگاه‌های نظامی آمریکا در پی خونخواهی از قاسم سلیمانی، پرواز مسافر بری شماره ۷۵۲ هواپیمایی بین‌المللی اوکراین متعلق به هواپیمایی بین‌المللی اوکراین از مبدأ تهران به مقصد کیِف هدف شلیک پدافند هوایی سپاه پاسداران قرار گرفته و سقوط کرد. این هواپیما در تاریخ ۱۸ دی ۱۳۹۸ (۸ ژانویه ۲۰۲۰) ساعت ۶:۱۹ صبح اندکی پس از برخاستن از فرودگاه امام خمینی مورد اصابت سامانه موشکی تور قرار گرفت و کمی بعد در حوالی پرند سقوط کرد. همه ۱۷۶ سرنشین این پرواز جان باختند.
اولین بار مقامات آمریکایی خبر از احتمال سرنگونیِ این هواپیما در اثر شلیک موشکهای ایرانی سخن گفتند ولی با تکذیب قاطع مقامات دولتی و رسانه‌های داخلی روبرو شدند. به طوری که تا سه روز پس از حادثه تمام روزنامه‌ها و شبکه‌های تلویزیونی ایرانی به غیرممکن بودن ساقط شدن هواپیما توسط سیستم پدافندی ایران پرداختند؛ ولی در نهایت در تاریخ ۲۱ دی ۱۳۹۸، شلیک موشک به پرواز ۷۵۲ توسط ستاد کل نیروهای مسلح ایران تأیید شد. دلیل شلیک موشک به این هواپیمای مسافربری، در اطلاعیه ستاد کل نیروهای مسلح، «خطای انسانی غیرعمد» اعلام شده است.
تعداد دقیق سرنشینان این هواپیما ۱۷۶ نفر بود که از این تعداد ۱۶۷ مسافر و ۹ خدمهٔ پروازی بوده‌اند. بیشتر مسافران این پرواز (۱۴۰ نفر) ایرانی بودند، با این حال برخی از اتباع خارجی نیز در این پرواز حضور داشتند. پس از آن مقامات تأیید کردند که حداقل ۱۳۹ نفر در این هواپیما، ایرانی بوده‌اند که بیشتر آن‌ها پس از تعطیلات زمستانی از طریق اوکراین به کانادا بازمی‌گشتند.
روز شنبه ۲۱ دی‌ماه ۱۳۹۸ در پی تأیید رسمی ساقط‌شدن هواپیمای مسافربری اوکراینی به دلیل شلیک موشک‌های پدافند هوایی سپاه پاسداران، دانشجویان و مردم معترض مقابل دانشگاه امیرکبیر و صنعتی شریف تهران تجمع و اعتراض کردند. معترضان شعارهای تندی علیه قاسم سلیمانی دادند و تصویر او را پاره کردند. در مجموعه اعتراضاتی که علیه این اقدام سپاه در شهرهای مختلف ایران برگزار شد معترضان قاسم سلیمانی را تروریست و قاتل خواندند و بنرها و عکس‌های او را پاره کرده و به آتش کشیدند.
مسیح علی‌نژاد در گفتگو با ایران‌اینترنشنال در این باره گفت: «دلیل اینکه مردم، خشمگین آمدند درخیابان، خشم‌شان را به قاسم سلیمانی نشان دادند، عکس قاسم سلیمانی را پاره کردند، علیه سپاه شعار دادند، روشن است! مردم از مجموعهٔ کسانی که به سرکوب‌شدگانِ توسّطِ سپاه خیانت کردند و قاسم سلیمانی را قهرمان معرّفی کردند، عصبانی‌اند.»

## فاجعه انسانی ۱۳۹۸ کرمان

### نیکا نیکوبین
نیکا نیکوبین (زادهٔ ۱۳۸۰) دختر ایرانی ساکن ایالت نوادا آمریکا است که متهم به گرفتن انتقام قاسم سلیمانی است.
نیکا نیکوبین هنگام هم‌آغوشی و رابطه جنسی با مردی آمریکایی در هتلی در لاس‌وگاس در گردن او چاقو فروکرد تا به گفته خودش «انتقام قاسم سلیمانی را بگیرد»؛ به گزارش روزنامه دیلی میل چاپ لندن، پلیس ناحیه هندرسون، نوادا، نیکا نیکوبین ۲۱ ساله را به اتهام اقدام به قتل در شنبه گذشته بازداشت کرد. اتهام او این است که مردی را روی سایت زوج‌یابی «پلنتی آو فیش» به بستر خود کشانده و بعد با چاقو به او حمله کرده است. به گفته پلیس، نیکوبین و مردی که با او قرار گذاشته بود و نامش ذکر نشده، روز پنجم ماه مارس در هتل سانست استیشن لاس‌وگاس اتاقی اجاره کردند و در آنجا، دختر ۲۱ ساله چراغ‌ها را خاموش کرد، و آن دو مشغول هم‌آغوشی شدند، بنا بر این گزارش، نیکوبین پیشنهاد کرد که به معشوقش چشم‌بند بزند، و بعد از این کار، دستش را در کیفش برد، خنجری بیرون کشید و دو بار به گردن مرد ضربه زد. به گفته پلیس، مرد توانست نیکوبین را از خود دور کند و به اورژانس زنگ بزند. نیکوبین از اتاق بیرون دوید و به یکی از کارمندان هتل گفت که مردی را چاقو زده است. این زن بعداً به پلیس گفته که «خواهان انتقام قاسم سلیمانی» بوده، ولی نمی‌خواسته مرد را بکشد. او گفت که می‌خواسته «انتقام از ترور حاج قاسم سلیمانی از سوی نیروهای آمریکایی در سال ۲۰۲۰ را بگیرد.» در گزارش پلیس آمده است: «او گفت که بی‌عدالتی زیاد است، به‌خصوص در ترور قاسم سلیمانی.»
وی به صورت مشروط آزاد است و در ایالت متحده آمریکا زندگی می‌کند.

## پیامدهای دیگر

### اقتصادی
- در اولین روز کاری بعد از کشته‌شدن سلیمانی شاخص بورس تهران، بیش از ۱۶۰۰۰ واحد سقوط کرد.[۳۰۸] هم‌زمان نرخ دلار آمریکا در بازار ایران ۳۰۰ تومان افزایش یافت. در پی سقوط شاخص بورس، شورای عالی بورس ایران روز شنبه ۱۴ دی، تشکیل جلسه داد.[۳۰۹]
- قیمت طلا در بازارهای جهانی افزایش یافت.[۳۱۰]
- بازارهای سهام آمریکا، اروپا و آسیا در ۱۴ دی، با افت شاخص‌ها مواجه شدند. شاخص داو جونز که میانگین موزون قیمت سهام ۳۰ شرکت صنعتی برتر آمریکایی را نشان می‌دهد، ۲۷۳ واحد، شاخص کل بورس آلمان (داکس) ۱۸۵ واحد و شاخص بورس ژاپن (نیکی) ۱۸۱ واحد افت کرد.[۳۱۱][۳۱۲]
- بعد از کشته شدن سلیمانی قیمت هر بشکه نفت ۴ درصد صعود و به ۷۹ دلار رسید.[۳۱۳][۳۱۴]
- افت ارزش جهانی دلار در مقابل سایر ارزها به‌خصوص ین ژاپن.[۳۱۵]
- شرکت‌های خارجی حوزه نفت در عراق پس از این حادثه روند خارج کردن کارمندان و نیروهای خود را از عراق آغاز کردند.[۳۱۶]

### نظامی
- مقتدی صدر، رهبر جنبش صدر در عراق در پی کشته شدن قاسم سلیمانی توسط آمریکا با انتشار پیامی در حساب توئیتر خود دستور از سرگیری فعالیت‌های «جیش المهدی» را صادر کرد.[۳۱۷] هرچند چند روز بعد او در واکنشی متفاوت از نیروهای عراقی خواست اقدامی بر ضد آمریکا انجام ندهند.[۳۱۸]
- نیروهای حشد شعبی عراق با برگزاری نشستی در روز جمعه اقدام متقابل برای پاسخگویی به این حمله را مورد بررسی قرار دادند و این سازمان از نیروها و حامیانش خواست آماده پاسخ گویی به آمریکا باشند.[۳۱۹]
- رادیو ارتش اسرائیل گزارش داد که وزیر جنگ این کشور فرماندهان ارتش و سران امنیتی را در روز جمعه به تل آویو فراخوانده است. همچنین رسانه‌های عبری زبان از اعلام آماده باش توسط وزارت خارجه اسرائیل به سفارتخانه‌ها و نهادهای دیپلماتیک اسرائیلی در سراسر جهان خبر دادند.[۳۲۰]
- به گزارش الجزیره رسانه‌های اسرائیلی از قول یک افسر آمریکایی عالی‌رتبه که نامش فاش نشده اعلام کردند که ارتش آمریکا در حالت آماده باش قرار گرفته است.[۳۲۱] همچنین مجله آمریکایی نیوزویک اعلام کرد سامانه‌های دفاع موشکی پاتریوت این کشور در بحرین در حالت آماده‌باش قرار گرفته‌اند.[۳۲۲]
- پارلمان عراق به خروج فوری نیروهای آمریکایی از این کشور رای داد. طبق مصوبه پارلمان عراق، درخواست کمک عراق برای مقابله با داعش لغو می‌شود و حضور هر نیروی خارجی و استفاده از حریم دریایی، هوایی و زمینی این کشور غیرقانونی است. علاوه بر این اجازه استفاده از سلاح فقط در انحصار دولت عراق خواهد بود.[۳۲۳] اما وزیر دفاع آمریکا مارک اسپر ادعای خروج نیرو از عراق را رد کرد و گفت هیچ برنامه‌ای برای خروج نیرو نداریم.[۳۲۴]
- دوشنبه ۱۶ دی وزارت دفاع آمریکا شروع به برنامه‌ریزی برای اعزام شش بمب‌افکن بی-۵۲ به جزیره دیِگو گارسیا در اقیانوس هند کرد. این جزیره منطقه تحت قلمروی بریتانیا است و حدود دو هزار کیلومتری جنوب دریای عمان است. گفته شده اگر دستور داده شود، بمب‌افکن‌های بی-۵۲ علیه ایران عملیات انجام خواهند داد. اردیبهشت ۹۸ شش بمب‌افکن بی-۵۲ همزمان با آغاز تنش بین ایران و آمریکا به دستور پرزیدنت ترامپ به قطر اعزام شده بودند، اینبار جزیره دیه‌گو گارسیا انتخاب شده تا این بمب‌افکن‌ها دور از تیررس موشک‌های ایران باشند.[۳۲۵]
- آسوشیتدپرس در مارس ۲۰۲۱ گزارش داد که مقام‌های رده بالا سپاه از حمله به پایگاه عین الاسد راضی نبودند و در ژانویه ۲۰۲۱ (دی ۱۳۹۹) برای حمله به پایگاه نظامی «فورت مک‌نایر» در خاک آمریکا به سبک انفجار یواس‌اس کول و قتل ژنرال جوزف مارتین، معاون فرمانده این پایگاه، بحث کردند. این گفت و گو توسط آژانس امنیت ملی آمریکا شنود شد.[۳۲۶][۳۲۷][۳۲۸][۳۲۹][۳۳۰]

### سیاسی
- دولت حسن روحانی، روز یکشنبه ۱۵ دی ۱۳۹۸ (۵ ژانویه) ۲۰۲۰ طی بیانیه ای گام پنجم و نهایی کاهش تعهدات ایران در برجام را اعلام کرد. مطابق این بیانیه، جمهوری اسلامی ایران دیگر با هیچ محدودیتی در حوزه عملیاتی (شامل ظرفیت غنی سازی، درصد غنی سازی، میزان مواد غنی شده، و تحقیق و توسعه) مواجه نیست.[۳۳۱][۳۳۲]
- خروج فوری نیروهای آمریکایی از عراق در مجلس عراق به تصویب مجلس عراق رسید.[۳۳۳]
- درحالی‌که بلافاصله پس از حمله پهپادی آمریکا علیه قاسم سلیمانی، عراق از آمریکا به سازمان ملل شکایت کرد، پس از حملات ایران به پایگاه‌های آمریکایی در عراق، آن کشور از ایران نیز به همان سازمان به جرم نقض حاکمیت عراق و عدم رعایت حسن همجواری شکایت کرد.[۳۳۴]
- در ۱۷ دی ۱۳۹۸ مجلس ایران همهٔ اعضای وزارت دفاع ایالات متحده و شرکت‌ها و مؤسسات وابسته آن را «تروریست» اعلام کرد و بودجهٔ جاری سپاه قدس را ۲۰۰ میلیون یورو افزایش داد. به گفتهٔ رئیس مجلس، علی خامنه‌ای اجازهٔ برداشت ۲۰۰ میلیون یورویی از صندوق توسعه ملی ایران را داده است.[۳۳۵]
- سنای آمریکا در جهت تأمین امنیت اسراییل کمک ۳٫۳ میلیارد دلاری به آن کشور را تصویب کرد.[۳۳۶]
- چهار نفر در اصفهان به اتهام «توهین» به قاسم سلیمانی بازداشت شدند.[۳۳۷]

### هنری
- لغو بخش شعر جوان از جشنوارهٔ شعر فجر. به‌دنبال واکنش شماری از حساب‌های کاربری امنیتی در توییتر علیه سارا متقی، شاعر جوان اهل رشت، بنیاد شعر و ادبیات داستانی ایران، بخش شعر جوان جشنواره شعر فجر را حذف کرد.[۳۳۸] رسانه‌های حکومتی سارا متقی را «هتاک» اعلام کرده و او را به «اعلام تنفر» نسبت به جمهوری اسلامی و «استهزای» دختر قاسم سلیمانی، متهم کرده بودند. رسانه‌هایی از جمله خبرگزاری فارس و وب‌سایت رجانیوز نیز به انتقاد از این شاعر و بخش ویژه جشنواره شعر فجر پرداخته بودند.[۳۳۹][۳۳۸]